# Trithrinax campestris
Trithrinax campestris är en enhjärtbladig växtart som först beskrevs av Burmeist., och fick sitt nu gällande namn av Carl Georg Oscar Drude och August Heinrich Rudolf Grisebach. Trithrinax campestris ingår i släktet Trithrinax och familjen Arecaceae. Inga underarter finns listade i Catalogue of Life.

## Bildgalleri

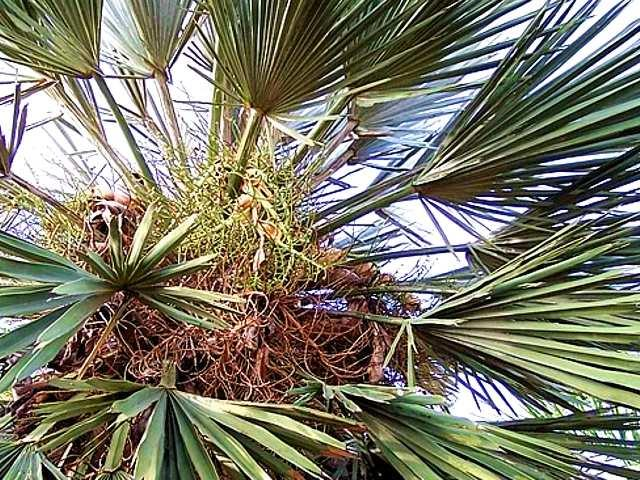
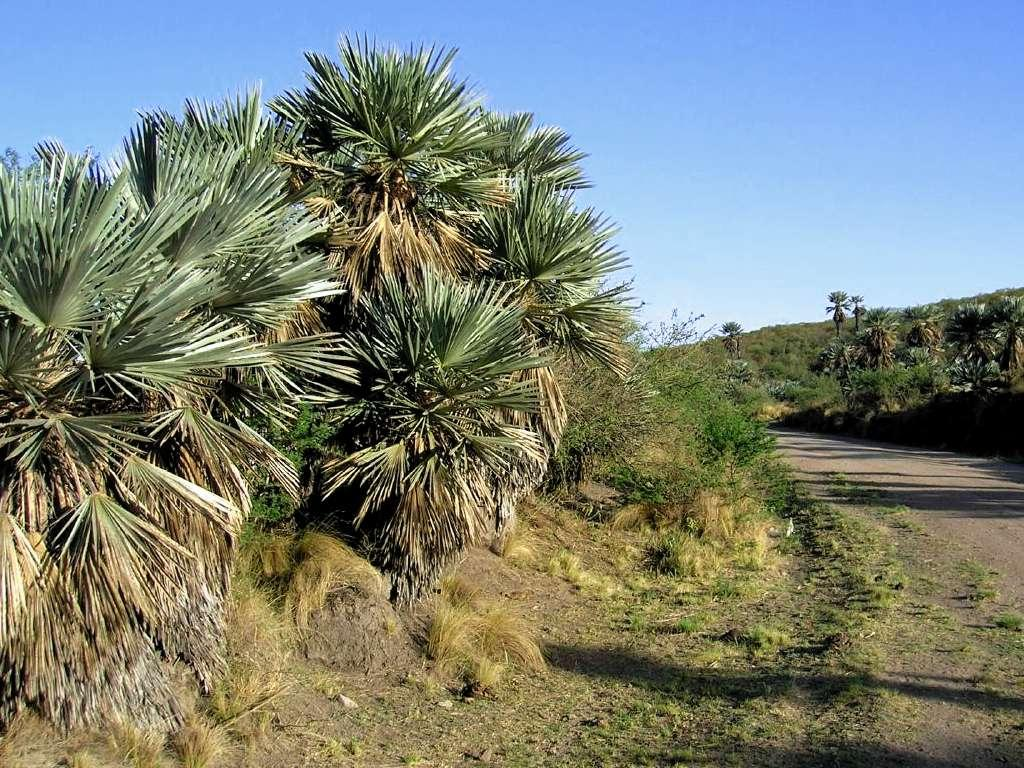